# Yoshimatsu Ikumi
Yoshimatsu Ikumi (吉松 育美 (Cát Tùng Dục Mỹ) sinh ngày 21 tháng 6 năm 1987) là một nữ diễn viên, hoa hậu người Nhật Bản. Cô đạt được danh hiệu Hoa hậu Quốc tế 2012 được tổ chức tại Okinawa. Cô là người Nhật Bản đầu tiên đăng quang Hoa hậu Quốc tế.
Tuy nhiên, chỉ trước khi kết thúc nhiệm kỳ, cô đã bị tước vương miện. Ngôi vị Hoa hậu của cô cũng không được thay thế bởi Á hậu 1. Đây là cuộc thi sắc đẹp thứ hai có trường hợp người chiến thắng ban đầu bị truất ngôi nhưng không có Á hậu thay thế. Tổ chức Hoa hậu Quốc tế đưa ra thông báo vì lí do cá nhân nên cô sẽ không đồng hành cùng cuộc thi năm sau.

## Liên kết
- Website chính thức
- Yoshimatsu Ikumi trên IMDb